# Yuzhou
Yuzhou is een stad in de prefectuur Xuchang in de provincie Henan van de Volksrepubliek China. In 2020 had de stad bij de volkstelling 565.152 inwoners.